# Imekanu
Imekanu (イメカヌ?   1875-1961), también conocida por su nombre japonés Kannari Matsu (金成 マツ), fue una misionera y escritora ainu.

## Vida y obra
Imekanu perteneció a una familia ainu de Horobetsu, en la prefectura de Iburi, Hokkaidō (Japón).
Empezó a aprender el repertorio de poesía ainu de mano de su madre, Monashinouku, narradora de historias ainu que apenas sabía japonés. Convertida al cristianismo, Imekanu trabajó varios años para la Iglesia anglicana como misionera laica junto a John Batchelor, conocido por sus publicaciones a cerca de la cultura y lenguaje ainu. En 1918, Batchelor puso en contacto a Imekanu con Kindaichi Kyosuke, el más prestigioso lingüista japonés del momento. Hacia 1926, tras retirarse como misionera, Imekanu comenzó a escribir yukar, las sagas heroicas de tradición oral aprendidas de su madre. Continuó con esta tarea hasta su muerte.
Los textos que recopiló en el dialecto Horobetsu del idioma ainu alcanzan las 20 000 páginas, reunidas en 134 volúmenes. De éstos, 72 se destinaron a Kindaichi y 52 al sobrino de Imekanu, Chiri Mashiho, investigador especializado en lingüística ainu.
Chiri Yukie, sobrina de Imekanu y hermana de Chiri Mashiho, creció junto a Monashinouku y Imekanu y de ellas aprendió la habilidad del yukar. Escribió trece poemas épicos tradicionales, que tradujo al japonés, y preparó una edición bilingüe que apareció en 1923 y fue la primera publicación de literatura tradicional ainu escrita por un ainu. Tres de estos poemas fueron traducidos al inglés y junto a otros textos, fueron publicados en 1979 por Donald L. Philippi bajo el título "Songs of Gods, Songs of Humans". Los trece poemas épicos fueron traducidos al español en 2021 y publicados bajo el título Cantos de dioses ainu.
Kidaichi publicó la versión de Ikemanu de la saga Kutune shirka junto a la de Nabesawa Wakarpa en dos volúmenes que versan sobre el estudio del yukar ainu, en 1931. También publicó una recopilación de las sagas de Imekanu en una colección de siete volúmenes, con su correspondiente traducción al japonés.